# 자른귀리

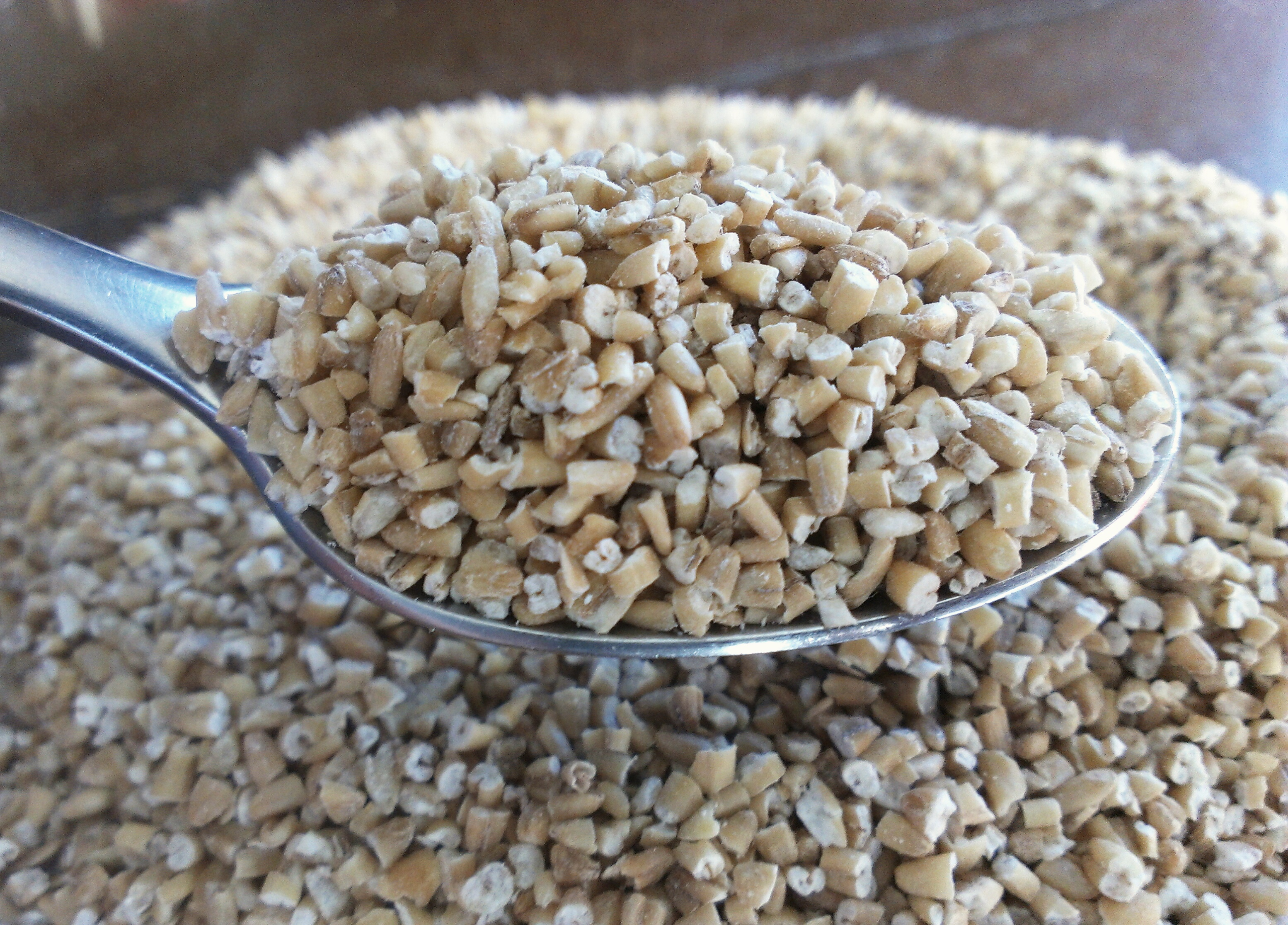
자른귀리

자른귀리는 겉겨를 벗긴 귀리를 두세 조각으로 자른 것이다. 미국에서는 스틸컷 오트(미국 영어: steel-cut oat), 영국에서는 핀헤드 오트(영국 영어: pinhead oat)라 부른다. 오트밀 종류 가운데 하나이며, 주로 오트밀 포리지를 끓이는 데 쓰인다.

## 같이 보기
- 납작귀리
- 부순밀